# Брюникель
Брюникель (фр. Bruniquel) — коммуна Франции в департаменте Тарн и Гаронна в регионе Окситания. Расположена у впадения реки Вере в Аверон. В коммуне находится два замка Брюникель — «старый» XII века и «новый» XV века. В «новом» замке располагается музей коммуны. Замки расположены на вершине скалы, над деревней. В деревне сохранились старинные дома XIV—XVI вв. из розового камня под красной черепичной крышей. Деревня входит в ассоциацию «Самые красивые деревни Франции». Население 608 человек на 1 января 2017 года.

## История

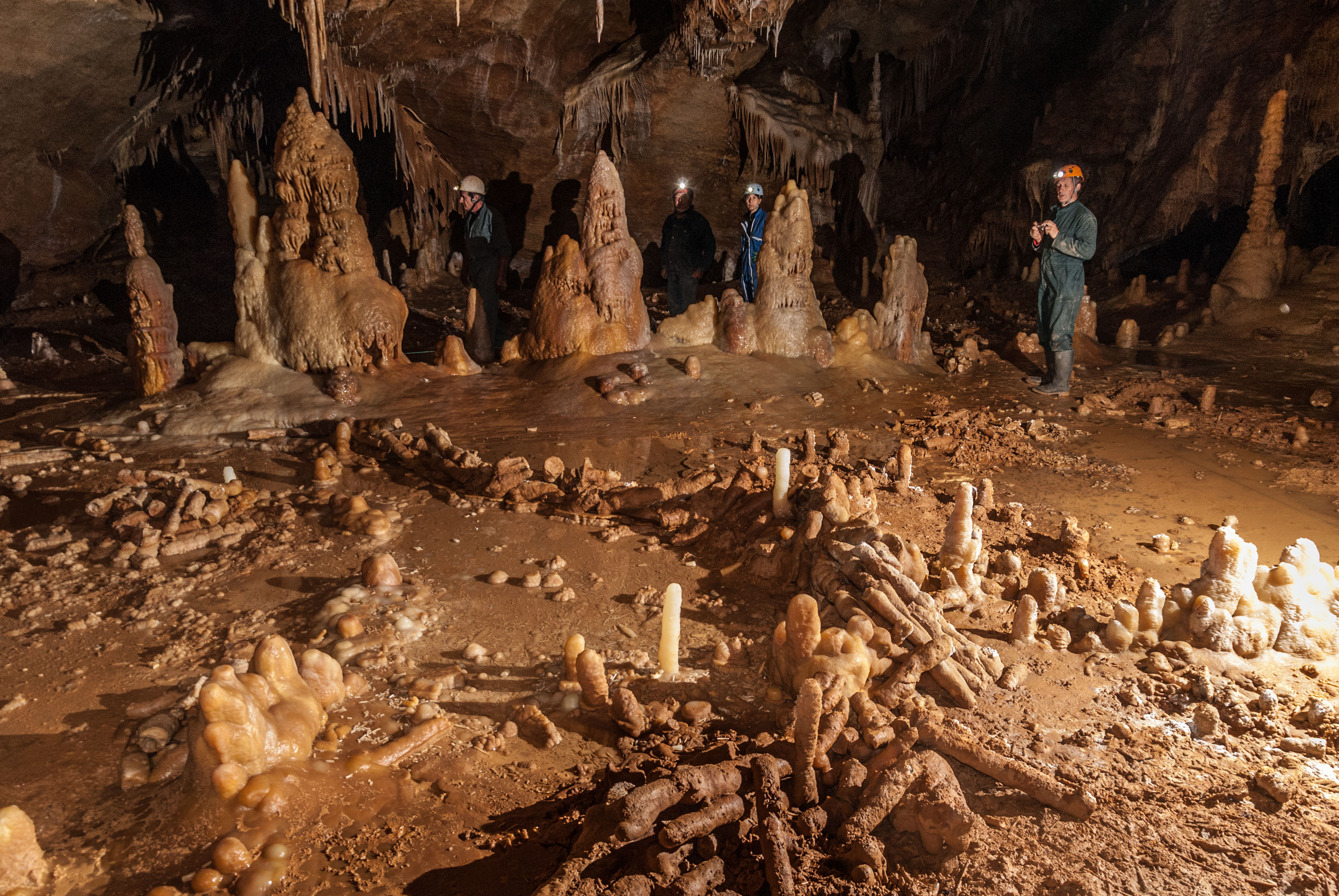
Кольца из обломков сталагмитов в пещере Брюникель

Брюникель населён со времён раннего (нижнего) и среднего палеолита (от 350 до 35 тысяч лет назад). В 1990 году была обнаружена пещера Брюникель, в которой учёные обнаружили необычные структуры — кольца из обломков сталагмитов. Из соображений сохранения памятника пещера Брюникель закрыта для публики. В «новом» замке проходит фотовыставка, на которой представлена пещера Брюникель.

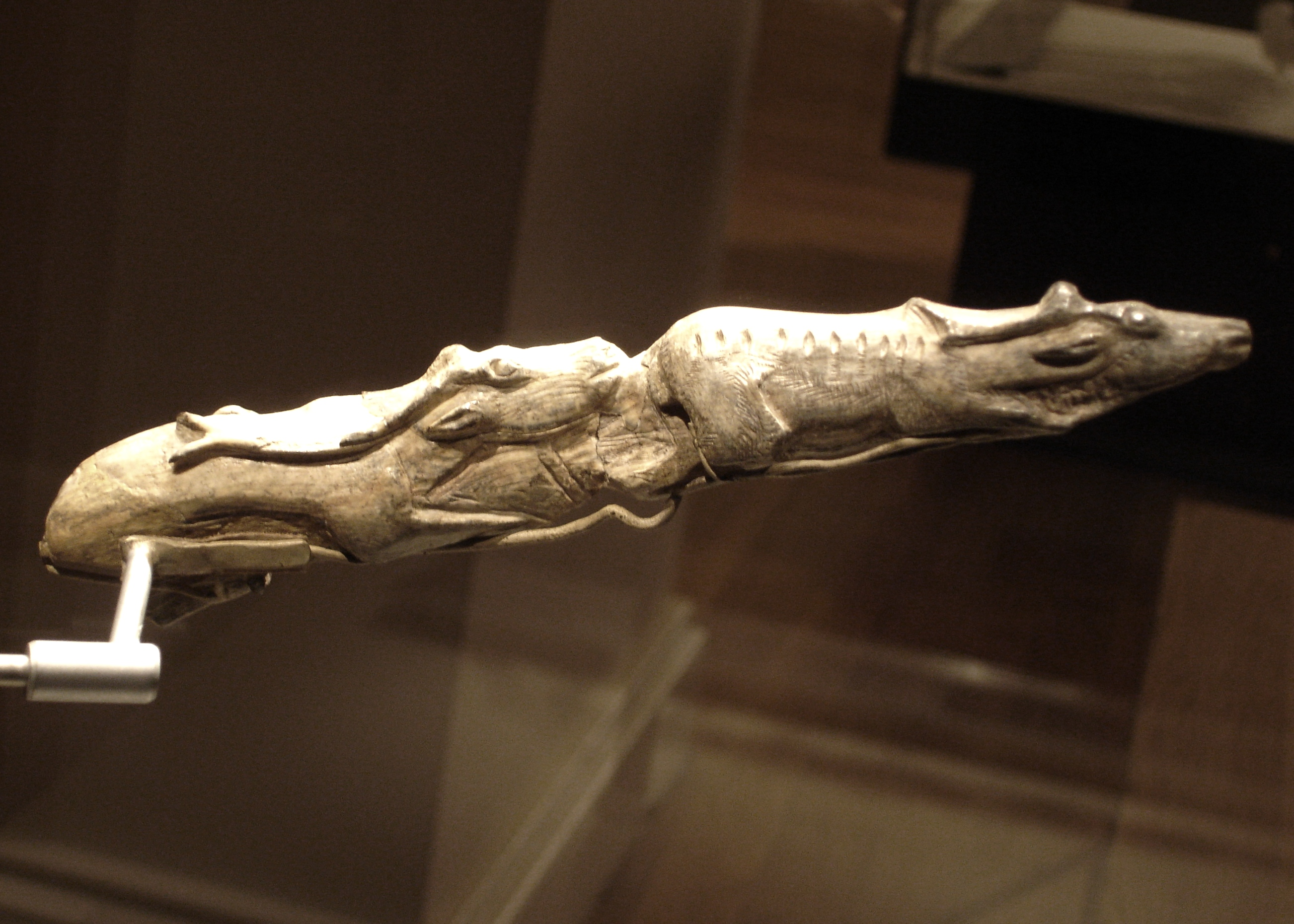
Олени следуют друг за другом. Британский музей

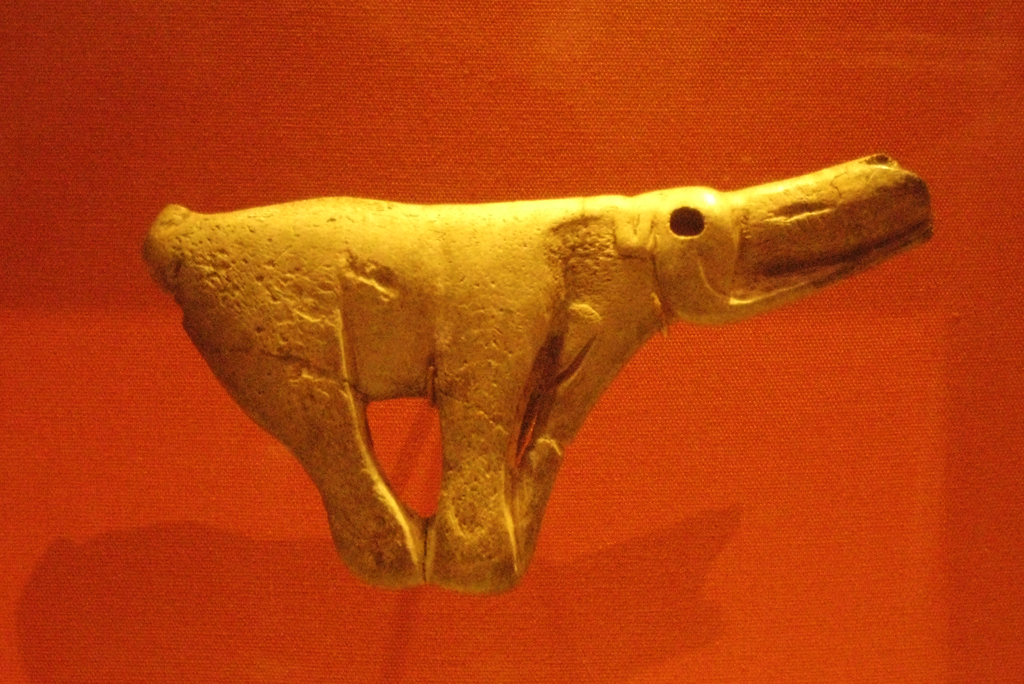
Скульптура мамонта. Британский музей

В среднем мадлене (15 тысяч лет назад) стоянка Абри Монтастрюк — скальный навес у реки, под скалой замка регулярно служила местом обитания первых групп Homo Sapiens, поселившихся в долине. Здесь были обнаружены такие шедевры, как «скульптура коня в прыжке» (копьеметалка из Брюникеля, cheval sautant. Предполагается, что она служила копьеметалкой. Однако элегантные формы лошади и тщательность обработки рога оленя, из которого сделана эта фигурка, позволяют думать, что это какой-то ритуально-магический предмет), «олени следуют друг за другом» (rennes se suivant, Британский музей), плоская скульптура мамонта в виде навершия копьеметалки из рога северного оленя (mammouth sculpté, Британский музей). В 1863 году найдены обломки женского скелета из погребения (la dame de Bruniquel). Слепки этих предметов сегодня представлены публике в зале замка.
В «новом» замке находится реплика двух наскальных изображений бизона. Оригинальные доисторические изображения древнего мадлена (17,4—15,5 тыс. лет назад) в гроте де Мерьер-Сюперьер (Мейрьер, Мэйри) были повреждены французскими скаутами, молодёжной протестантской группой «Те, кто указывает путь», стирающей граффити. За это скауты получили Шнобелевскую премию по археологии за 1992 год.
Писец из Муассака упоминает Брюникель в XI веке как Brunichildum. По местному преданию, Брюникель основала королева Брунгильда, которая была великой строительницей.

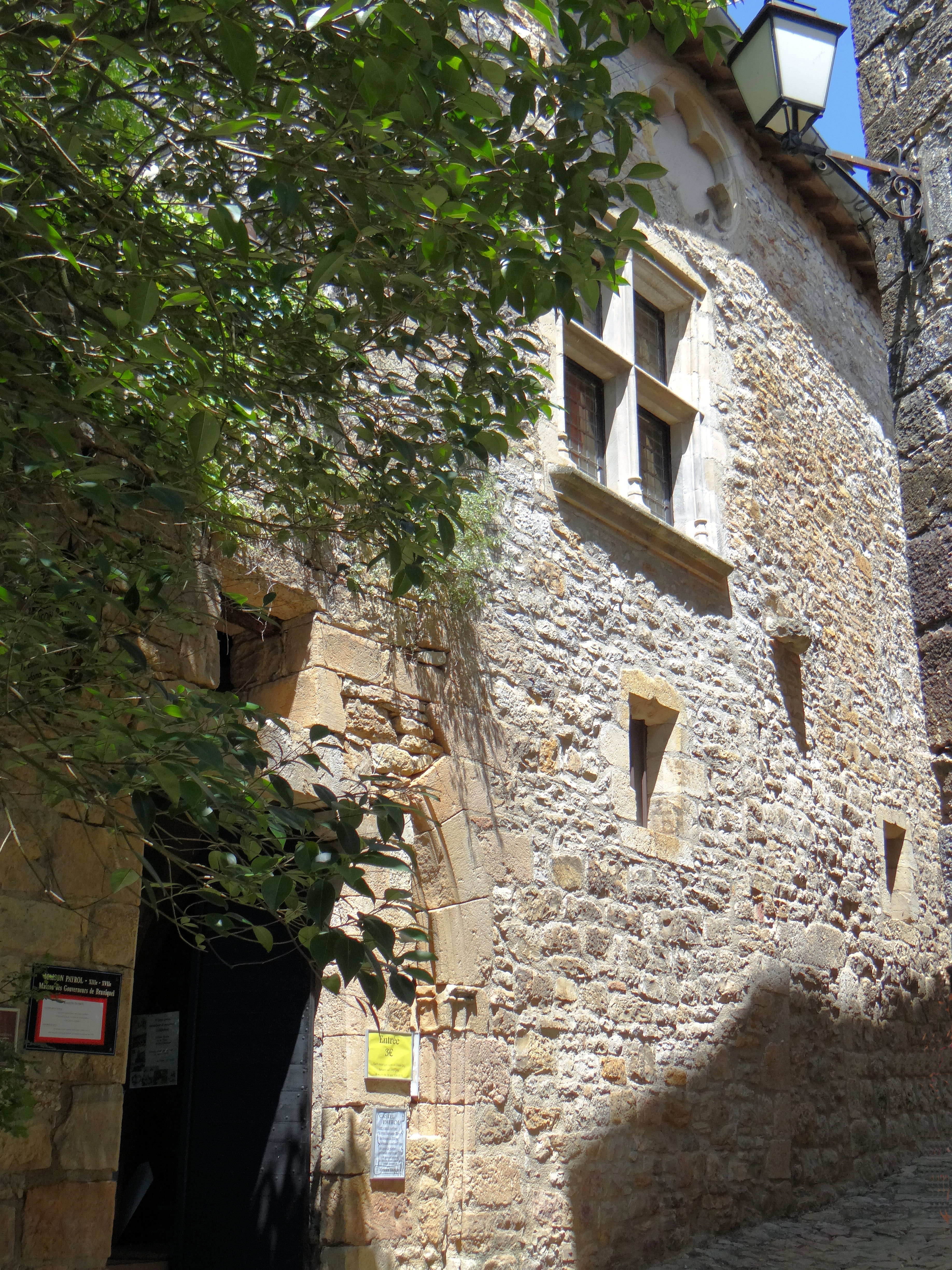
Дом Payrol

В конце XII века деревня была окружена первым укреплённым валом вдоль современной улицы Дрот (la rue Droite). Сохранились его фрагменты, а также дома XV и XVI века, в том числе дом Payrol, который был гостиницей цистерцианцев и принадлежал монастырю Больё-ан-Руэрг.

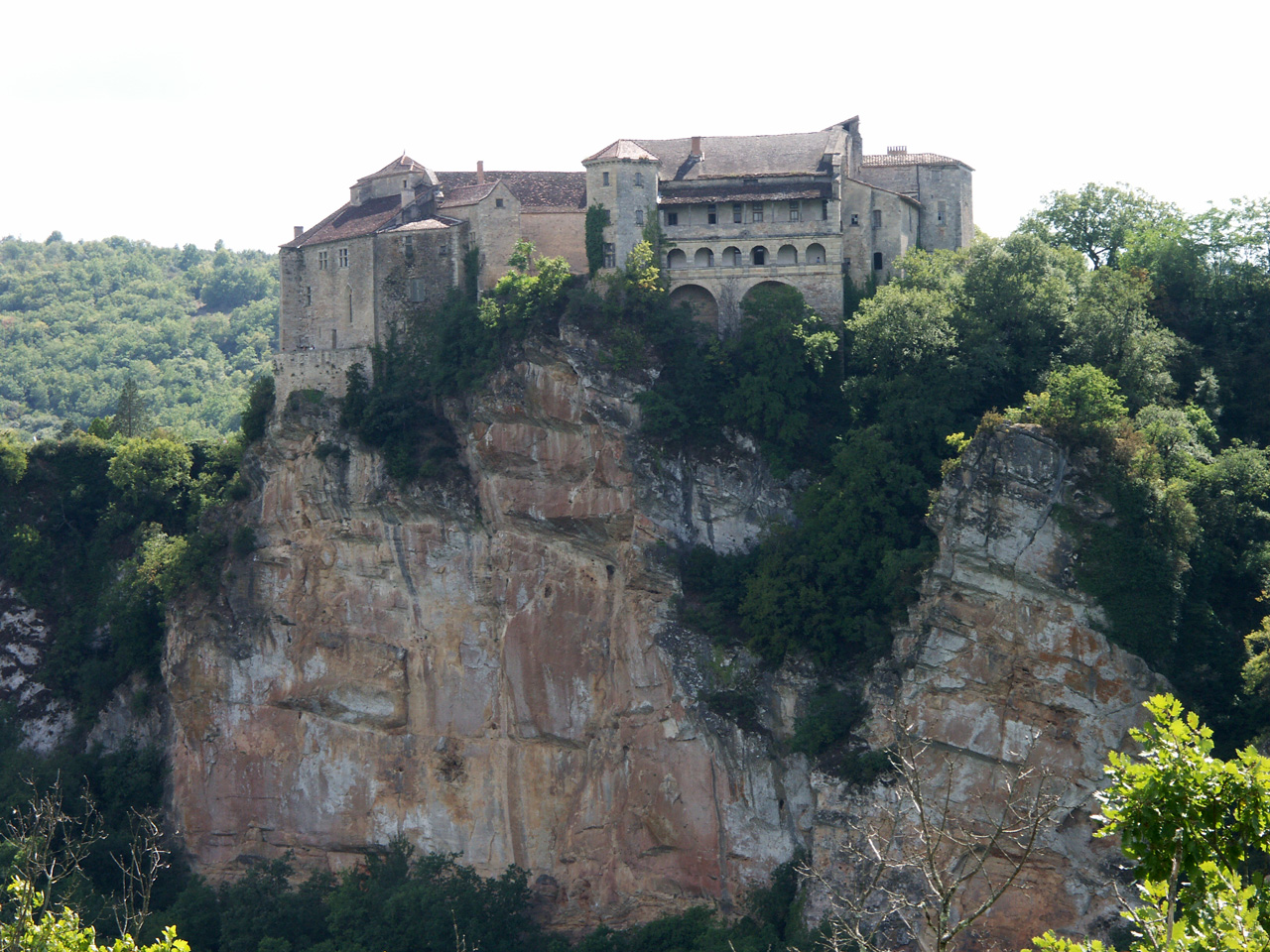
Замок Брюникель

В 1210 году, во время Альбигойского крестового похода поэт Гийом де Тудель находит убежище у виконта Сент-Антонена Бодуэна, сводного брата графа Тулузы Раймунда VI и сеньора Брюникеля и начал работу над «Песней о крестовом походе против альбигойцев». «Песнь о крестовом походе против альбигойцев» завершил другой безымянный поэт. Бодуэн предал графа Тулузы и перешёл на сторону лидера крестоносцев Симона де Монфора, и после предательства крестоносцев был повешен по приказу графа Тулузы в 1214 году. Граф Тулузы Раймунд VII в 1224 году сделал виконтом Брюникеля Бертрана I, бастарда Раймунда VI. В 1329 году виконт предоставил жителям Брюникеля свободу и привилегии, которыми они обладали вплоть до XVI века.
В 1355 году, в ходе Столетней войны был построен второй укреплённый вал. С XIV века деревня процветала, в частности, благодаря выращиванию льна, конопли и шафрана, это был один из шестнадцати сельскохозяйственных центров Лангедока, где торговали урожаем. Три ярмарки в год и три базара в неделю продолжались до середины XVII века.
Виконтами Брюникеля были представители Комменжского дома. В 1461 году из-за ссоры виконта с сыном, часть замка была продана двоюродному брату, виконту де Маффре и была построена разделительная стена. В XVI веке был построен «новый» замок. «Старый» замок принадлежал католическому виконту, а «новый» — реформатскому, поэтому «старый» замок был частично разрушен и сожжён.
В 1780 году виконт Луи Ригал д’Уврие положил конец разделению замка, выкупил вторую половину замка и построил башни-близнецы, символизирующие воссоединение собственности. В 1987 году замки были куплены коммуной, с помощью Генерального совета Тарна и Гаронны.
В 1621 году Людовик XIII вёл войну против гугенотов и осадил Монтобан. В 1622 году Людовик XIII осадил Негрепелисс, захватил Сент-Антонен-Нобль-Валь. Гугеноты напали на Брюникель, удерживаемый католиками, одному солдату из гарнизона удалось прокрасться ночью вдоль скалы и привести подкрепления, которые прогнали осаждающих. После этой осады второй вал был срыт (его место в настоящее время занимает набережная Равелин, la promenade du Ravelin), и все следы присутствия гугенотов были уничтожены.
В XIX веке была построена железная дорога, начата добыча железной руды, вырубка дубового леса Грезинь, развитие металлургии. Эта инфраструктура преобразована в национальное шоссе 115.

## Брюникель в кино
Кинорежиссёр Робер Энрико снял в Брюникеле два фильма — «Старое ружьё» 1975 года и «Умрём вместе» 1999 года. В фильме «Старое ружьё» снялись Филипп Нуаре, Роми Шнайдер и Жан Буиз. Фильм получил ряд наград. Филипп Нуаре получил премию «Сезар» за лучшую мужскую роль в 1976 году. Декорациями фильма выступили замок и его подвалы, улицы деревни. Была построена декорация колодца. Фотографии со съемок «Старого ружья» представлены в зале замка.